# Geir Karlsen
Geir Karlsen (né en 1965) est un homme d'affaires norvégien. Il est le Directeur financier et ancien PDG par intérim de Norwegian Air Shuttle, la plus grande compagnie aérienne de Scandinavie et la troisième plus grande compagnie aérienne low-cost d'Europe.

## Biographie
Avant de rejoindre Norwegian Air Shuttle, Geir Karlsen a travaillé pour Golden Ocean Group et Songa Offshore. Il a ensuite occupé le poste de directeur financier du groupe Navig8, basé à Londres.
D'avril 2018 à juillet 2019, il est directeur financier de la compagnie aérienne scandinave.
Geir Karlsen est diplômé en administration des affaires de la BI Norwegian Business School.